# 連邦政治教育センター

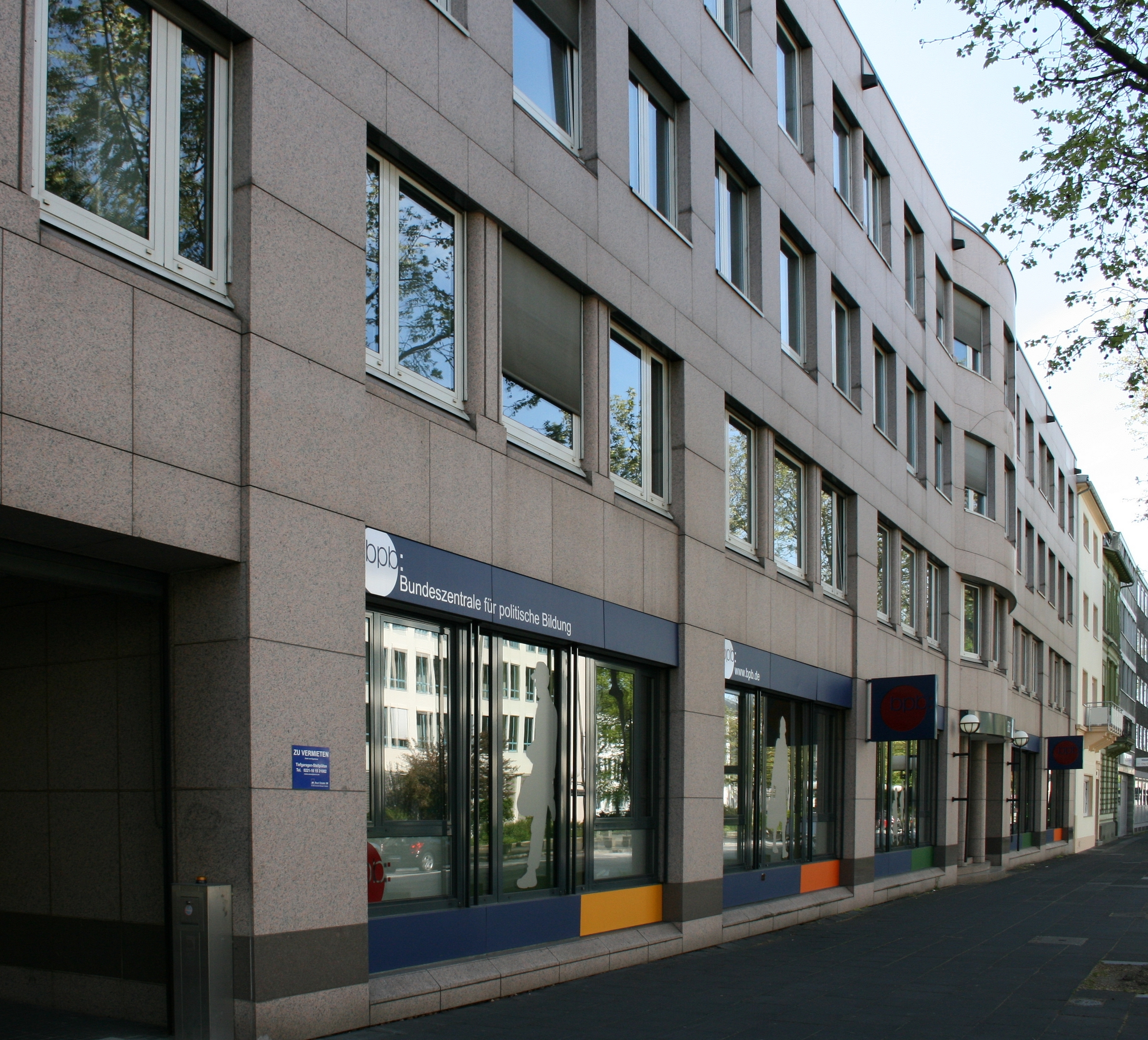
ボンにある建物

連邦政治教育センター (独: Bundeszentrale für politische Bildung; bpb) は、1952年11月25日に連邦祖国奉仕センター (独: Bundeszentrale für Heimatdienst) としてドイツ連邦共和国（西ドイツ）に設立され、1963年に現在の名前に改称した。
ナチス時代の反省から作られ、民主主義の教育を行うことを目的としている。管轄はボンに拠点を構える内務・国土省である。ボンとベルリンではメディアセンターも運営している。2000年6月からはトーマス・クリューガーが理事長を務めている。

## 責務
1997年5月26日の「ミュンヘン・マニフェスト」で、政治教育センターの目的が具体化され、「2001年1月24日連邦政治教育センターに関する条例」第2条で次のように業務内容が定義された。
| 「 | 連邦センターは次のような責務を持つ。政治教育策によって政治状況を理解するよう支援し、民主主義的意識を強固にし、政治的な共同作業をする準備を整えることである。 | 」 |

第6条では、政治的に均衡の取れた姿勢が取れているかどうか、連邦センターの業務が持つ政治的な効果はどうなっているのかは、ドイツ連邦議会の22人のメンバーからなる理事会がコントロールすることが定められている。